# Zabójstwo rodziny Koniecznych w Pieruszycach
Zabójstwo rodziny Koniecznych w Pieruszycach – masowe morderstwo dokonane w nocy z 1 na 2 grudnia 1929 r. w Pieruszycach, którego ofiarą padło 7 członków rodziny Koniecznych. Sprawcą był jeden z członków tej rodziny – Czesław Konieczny – który przy użyciu siekiery wymordował znajdujące się w domu rodzeństwo oraz matkę. Przeżyli jedynie ci członkowie rodzeństwa sprawcy – dwie siostry i jeden brat – którzy w momencie zbrodni nie znajdowali się w domu Koniecznych. Sprawa zyskała spory rozgłos, opisywały ją największe media w Polsce, a także media zagraniczne.

## Tło zbrodni
Prasa w pierwszych dniach po zabójstwie z reguły twierdziła, że przyczyną zbrodni był brak zgody rodziny Czesława na jego małżeństwo z Cecylią Surmianką, córką miejscowego nauczyciela pracującą jako służąca. Zeznania sprawcy oraz pozostałych przy życiu członków rodziny złożone w trakcie rozprawy sądowej pokazały jednak, że tło było bardziej złożone, a od śmierci ojca Czesława, rodzina Koniecznych była podzielona głębokim konfliktem. Po śmierci głowy rodziny jego żona, Marianna Konieczna, popadła w konflikt ze swoim najstarszym synem Czesławem. Czesław, który był przygotowywany przez ojca do przejęcia gospodarstwa jako najstarszy syn, zajął się utrzymaniem gospodarstwa po śmierci ojca, wykonywał posłusznie wszelkie polecenia matki i liczył, iż gospodarstwo stanie się pewnego dnia jego własnością. Jego matka, Marianna, próbowała jednak w tajemnicy przed Czesławem przekazać gospodarstwo jego bratu – Michałowi. Nieustannie krytykowała Czesława, nazywała go „głupcem”, zarzucała mu niedbalstwo i nieodpowiednie prowadzenie gospodarstwa (zgodnie z zeznaniami sąsiadów Koniecznych, zarzuty te nie były prawdą). Twierdziła również w rozmowach z dalszą rodziną, że Czesław ją okrada (nigdy nie udało się potwierdzić tych oskarżeń). Rodzeństwo Czesława opowiedziało się w konflikcie po stronie matki. Czesław był przez długi okres nieustannie szykanowany i wyśmiewany przez matkę oraz rodzeństwo, nazywany m.in.  „nieudacznikiem”. W rezultacie Czesław odsunął się od rodziny, zaczął unikać spędzania z nią czasu, co jeszcze bardziej oddaliło go od pozostałych członków rodziny. Konflikt zaostrzył się, gdy Czesław zapowiedział, iż planuje się ożenić. Marianna Konieczna zakazała mu ślubu, rodzeństwo zareagowało kolejnymi docinkami i drwinami. W jednej z kłótni Marianna Konieczna miała zagrozić Czesławowi wydziedziczeniem, jeśli Czesław poślubi Cecylię Surmiankę wbrew jej woli.

## Zbrodnia
Późnym wieczorem w dniu 1 grudnia 1929 r. Czesław wrócił do domu z sąsiedniej miejscowości, gdzie starał się o przyznanie jego matce pożyczki. Gdy wrócił do domu, większość domowników już spała. Zgodnie z zeznaniami Czesława Koniecznego złożonymi w trakcie przewodu sądowego, bezpośrednią przyczyną zbrodni był kolejny afront ze strony rodziny, który popchnął go do zbrodni. Zdaniem Koniecznego, zbrodni dokonał on w afekcie. Po powrocie miał zapytać, czy pozostawiono dla niego kolację, w odpowiedzi usłyszał, że rodzina postanowiła zjeść wszystko i celowo nie zostawić dla niego jedzenia, ponieważ jako tak zły gospodarz nie zasługuje, aby coś mu zostawić. Szczególnie urażony tą obelgą Konieczny miał porwać z drewutni siekierę i wymordować nią swoją rodzinę. Przed dokonaniem zabójstw zgodnie ze swoimi zeznaniami miał powiedzieć: wszyscy mieliście dla mnie twarde serca, to i ja będę mieć dla was twarde serce. Jako pierwszą zabił stojącą przy drzwiach domu siostrę Marię. Pierwszy cios trafił w ramię i odciął ofierze rękę. Następny cios Czesław wymierzył już precyzyjnie w głowę siostry i zabił ją na miejscu. Zaalarmowany krzykiem siostry Jan Konieczny, brat Czesława i Marii, przybiegł na miejsce i został zamordowany jako drugi. Następnie Czesław wszedł do drugiego pomieszczenia, gdzie ciosami siekiery w głowy i gardła zabił matkę oraz dwójkę młodszego rodzeństwa (Stefana oraz 7-letnią Leokadię). Zgodnie z protokołami, w sali doszło do walki, ponieważ krew znajdowała się na ścianach, suficie zaś meble zostały rozrzucone w nieładzie. Następnie Czesław Konieczny przeszedł do stodoły gdzie spało dwóch jego pozostałych braci, których również zaatakował siekierą. Jeden z nich – Stanisław – przeżył atak, jednak zmarł kilka dni później w szpitalu. 
Ze względu na umiejscowienie ran na ciałach ofiar (ciosy w głowy i szyje) nie ma wątpliwości, iż każdą ze swych ofiar Czesław zaatakował z bezpośrednim zamiarem zabójstwa.
Po zabójstwie Czesław zaalarmował sąsiadów oraz policję, twierdząc, iż jego rodzina padła ofiarą napadu i została wymordowana przez nieznanych sprawców. Po opatrzeniu i zapewnieniu transportu do szpitala jedynej żywej osoby spośród ofiar ataku – Stanisława Koniecznego – policja podjęła czynności dochodzeniowe. W ich trakcie pies tropiący wskazał na Czesława. Dodatkowo dom nie nosił śladów splądrowania, które byłyby obecne w przypadku napadu rabunkowego. Konieczny został aresztowany, wkrótce przyznał się do zbrodni oraz wskazał, gdzie ukrył zakrwawiony płaszcz oraz siekierę będącą narzędziem zbrodni.

## Proces
Czesław Konieczny przyznał się do popełnienia zbrodni i szeroko opisał okoliczności jej popełnienia. W trakcie rozprawy sam zażądał dla siebie kary śmierci.
Konieczny został zbadany niezależnie przez dwóch biegłych psychiatrów. Wydali oni podobne opinie, zgodnie z którymi Czesław w momencie popełnienia zbrodni był wprawdzie pod wpływem silnych emocji spowodowanych długotrwałą przemocą psychiczną ze strony reszty rodziny, jednak nie był niepoczytalny. Zapytany, czy żałuje, Konieczny stwierdził, iż żałuje samego czynu, żal mu najmłodszej siostry Leokadii, jednak pozostałych członków rodziny nie żal mu ani trochę. Prokuratura twierdziła, że Konieczny popełnił zbrodnię z premedytacją. Obrońca twierdził, iż zbrodni dokonał w afekcie, na skutek długotrwałej przemocy ze strony pozostałych członków rodziny.
Sąd po rozpatrzeniu dowodów, w tym zeznań kilkunastu świadków, przychylił się do wersji przedstawionej przez oskarżenie i uznał, że Czesław Konieczny popełnił z premedytacją zabójstwo 7 osób, skazując go na siedmiokrotną karę śmierci.

## Po procesie
Czesław Konieczny nie skorzystał z prawa do apelacji i nie zwrócił się do Prezydenta RP z prośbą o ułaskawienie. Został stracony w areszcie śledczym w Ostrowie Wielkopolskim 19 lipca 1930 r. o godzinie 20.
Koniecznego pochowano w Ostrowie Wielkopolskim na cmentarnej ścieżce cmentarza przy ul. Limanowskiego. Lokalna społeczność wyznawała przesąd, zgodnie z którym dusza mordercy nigdy nie zazna spokoju, jeśli jego grób będzie bezustannie deptany. Miejsce jego pochówku jest obecnie oznaczone jedynie kostką brukową w innym kolorze.
Ofiary zabójstwa zostały pochowane w Czerminie koło Pleszewa. Grób rodziny Koniecznych znajduje się na miejscowym cmentarzu do dziś.
W lokalnej społeczności do czasów obecnych zachowały się słowa Ballady o wyrodnych dzieciach, napisanej przez nieznanego poetę pod wpływem zbrodni.